# 布莱克小屋
布莱克小屋（Blake's Cottage）是一座17世纪英国两层乡村住宅，位于西薩塞克斯郡村庄费尔法姆（Felpham），砖石砌筑，茅草屋顶。从1800年到1803年，诗人威廉·布莱克曾住在这间小屋里，并且写下“恒古时光的足迹”（And did those feet in ancient time）的诗句，作为他的《弥尔顿》的序言，后来又被改编为赞美诗《耶路撒冷》。小屋现在由一家信托公司所有，是一座II*级登录建筑。
1798年，威廉·古柏的朋友兼传记作家、诗人威廉·海利开始在费尔法姆建造一座房子,名为“塔楼”（ The Turret）。1800年，他邀请威廉·布莱克和他的妻子凯瑟琳，到村里来展示自己的作品。 布莱克在费尔法姆住了三年，住在村里教堂南面的小屋里。布莱克在居住期间，写了大部分《弥尔顿》, 其序言后来被改编为赞美诗“耶路撒冷”。 这座小屋现在由布雷克小屋信托管理， 后者于2015年买下了这座建筑， 并曾试图筹集资金来修复这座小屋， 但事实证明这是一项挑战。 2017年，信托基金任命建筑师进行重建和再开发， 他们的计划在当地引起了一些反对。 2021年11月，出于对建筑结构的担忧，小屋被列入2021年风险遗产登记册。 信托基金的目标是在2027年，也就是布莱克逝世200周年之际，完成对小屋的翻修。